# Бакочевич, Александр
Александр Бакочевич (серб. Александар Бакочевић; 8 ноября 1928, Ужице, Королевство Югославия — 13 января 2007, Белград, Сербия) — югославский сербский государственный деятель, председатель Народной Скупщины Республики Сербии (1991—1993).

## Биография
Родился в семье учителя. В 1957 г. окончил юридический факультет Белградского университета. Член КПЮ с 1948 г.
Как молодежный организатор большую часть деятельности посвящал работе в сфере культуры, избирался членом Белградского городского комитета Коммунистической партии Сербии и членом Президиума ЦК Народной молодежи Сербии (1950—1958). Был руководителем молодежного культурно-художественного общества «Иво Рибар», секретарем культурно-просветительского общества Социалистической Республики Сербия (1958—1962) и с 1962 г. директором современного сатирического театра «Позориште на Теразијама».
Затем перешел на общественно-политическую работу:
- 1963—1967 гг. — председатель Комиссии по идеологической и политической работе Социалистического союза трудового народа Сербии,
- 1967—1969 гг. — председатель Белградского городского отделения Социалистического союза трудового народа Югославии,
- 1964—1968 гг. — заместитель председателя Исполнительного веча Социалистической Республики Сербии по вопросам культуры и образования. На этой должности выступал за возрождение сербских культурных и духовных традиций,
- 1974—1978 гг. — генеральный директор информационного агентства «Танюг», председателем югославского Комитета защиты мира,
- 1978—1980 гг. — главный редактор и генеральный директор издательства «Политика»,
- 1980—1984 гг. — председатель Совета журнала международной политики,
- 1986—1990 гг. — председатель Белградской городской Скупщины, в 1989 г. он был избран членом Президиума Социалистической Республики Сербии.

С 1965 г. избирался членом ЦК Союза коммунистов Сербии, с 1969 г. — депутатом Скупщины Социалистической Республики Сербии.
В 1990 году, после распада Союза коммунистов, выступил одним из основателей Социалистической партии Сербии. На первых демократических парламентских выборах был избран депутатом. В 1991—1993 гг. являлся председателем Народной Скупщины Республики Сербии. В 1994 г. был назначен судьей Конституционного суда Югославии.
В 1989—1996 гг. был президентом Национального олимпийского комитета Югославии, в этом качестве возглавлял югославскую делегацию на Олимпийских играх в Атланте (1996).
В 1996 г. разорвал политические отношения со Слободаном Милошевичем и ушел из политической жизни. Во время бомбардировок Югославии силами НАТО в 1999 г. работал в Генеральном штабе югославской армии и был повышен до звания генерал-майора.
Являлся автором многочисленных работ в области политологии и культуры, также опубликовал книги — «Культурные маршруты», «Освободительная борьба народа» и «Международное положение Югославии».
Был женат на известной оперной певице Радмиле Бакович, от которой у него была дочь Маргарета.

## Награды и звания
Был награжден орденами Республики и Труда первой степени. 